# FC Fortuna Poiana Câmpina
AFC Fortuna Poiana Câmpina a fost o echipă de fotbal din județul Prahova, România, care a evoluat în Liga a II-a, Seria 2. Echipa a fost fondată în anul 2010 și s-a desființat în 2015.

## Istorie
AFC Fortuna Poiana Campina a fost fondată în anul 2010 la Brazi, și ulterior s-a mutat la Campina, unde și-a disputat meciurile de acasă. A ajuns în Liga a II-a în 2014, dar s-a retras din campionat înaintea returului, din motive financiare, când se afla pe locul 2.